# Inter pastoralis officii sollicitudines
Ne doit pas être confondu avec Inter sollicitudines ou Au milieu des sollicitudes.
Inter pastoralis officii sollicitudines est un motu proprio de Pie X publié en 1903 sur la musique liturgique de l'Église catholique, surtout connu aussi par son titre en italien Tra le sollecitudini d'après ses premiers trois termes, ou motu proprio Tra le sollecitudini. Il s'agit de l'un des documents pontificaux les plus importants au regard des chants liturgiques dont le chant grégorien.
Rédigée à l'origine en italien et prévue comme une lettre pastorale au diocèse de Rome, après la publication de la version latine, elle a également acquis une signification pour toute l'Église.

## Publication

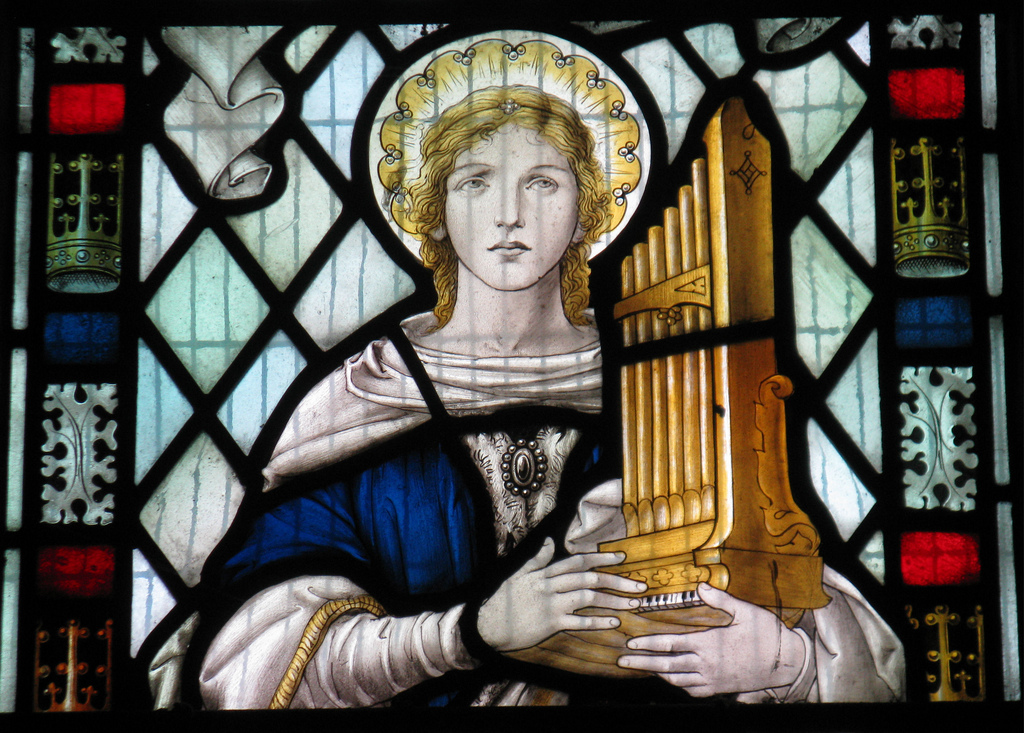
Sainte Cécile († vers 200 ?).

Le motu proprio Inter pastoralis officii sollicitudines fut publié, en italien d'abord, le 22 novembre 1903 par le nouveau pape Pie X. Cette date de la promulgation, fête de sainte Cécile, avait soigneusement été choisie, selon le sujet du motu proprio, la musique liturgique de l'Église catholique.
Désormais, le Saint-Siège préfère très fréquemment cette fête pour les événements importants concernant la liturgie, y compris les papes Jean-Paul II ou Benoît XVI.

« Le 21 novembre 1984, le bienheureux Jean Paul II montait de la Cité du Vatican à l'abbaye de San Girolamo di Urbe pour bénir l'orgue du Pontificio Istituto di Musica Sacra (PIMS), qui venait de s'installer dans les locaux libérés par les membres de la Commission de la Vulgate : la date et l'heure de la cérémonie avaient été fixées aux premières Vêpres de sainte Cécile, patronne des musiciens et plus précisément des organistes, circonstance qui permit à Jean Paul II de rappeler l'intérêt de toute sa vie pour la musique sacrée et le chant grégorien. »

— Michel Huglo, « Dom Eugène Cardine et l'édition critique du Graduel romain », Études grégoriennes, t. XXXIX,‎ 2012, p. 293 - 294.

## Origine
Le pape Pie X fut élu le 4 août 1903. Quatre mois plus tard, il put proclamer ce motu proprio. À vrai dire, l'origine du document remonte en 1893.

### Votum (1893)
En cherchant une véritable liturgie pour les fidèles subissant l'époque de décadence liturgique, surtout de la pratique de la musique théâtrale dans l'église, le chanoine Giussepe Melchiorre Sarto, futur Pie X, retrouva la théologie de Thomas d'Aquin ainsi que le chant grégorien. En effet, même lors du jubilé du Puy-en-Velay tenu en 1864, la fanfare avait été choisi dans la mélodie de l'opéra Norma de Vincenzo Bellini. Don Angelo de Santi était chargé par le pape Léon XIII de défendre l'édition néo-médicéenne, à cette époque-là faussement attribuée à Giovanni Pierluigi da Palestrina. À la suite de la restauration par l'abbaye Saint-Pierre de Solesmes, le Père de Santi aussi retrouva le chant grégorien authentique et l'étudiait depuis 1890.

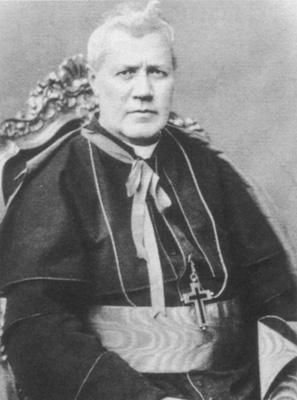
Cardinal Sarto, ainsi que patriarcat de Venise, depuis 1893.

En 1893, Léon XIII demanda au cardinal Sarto une consultation sur la musique sacrée dans l'intention d'un nouveau règlement de celle-ci. Devenu patriarche de Venise et donc très occupé par cette charge, il ne fut pas en mesure de satisfaire à cette demande du pape. En envoyant ceux qui concernaient au cardinal, Don de Santi soutint son devoir. Par conséquent, le votum achevé était considérablement inspiré des études de Santi en collaboration avec Solesmes,.

### Lettre pastorale sur le chant de l'Église (1895)
Les études approfondies indiquent que le premier pas du règlement fut intentionnellement effectué en 1891 par le Père de Santi. L'année précédente, une célébration en grégorien auprès du Séminaire français de Rome avait en effet convaincu ce musicologue. Aussitôt l'exécution terminée, il avait visité la chambre de Dom André Mocquereau de Solesmes : « il est évident que ce chant sera un jour celui de l'Église romaine. » La recherche de Don de Santi s'avança encore : dans l'édition médicéenne, les méprises musicales sont si nombreuses et tellement incompréhensibles qu'il est difficile à attribuer celle-ci à Palestrina. Nonobstant en 1893, il fut formellement interdit d'écrire concernant le chant grégorien, puis en janvier 1894, il lui fallut quitter la ville éternelle en exil.
Donc, la première présentation publique en faveur du chant grégorien fut manifestée par le cardinal Sarto l'année suivante. Le patriarche bénéficia de l'occasion du huitième centenaire de la basilique Saint-Marc de Venise. Cette lettre pastorale annonçait déjà le motu proprio.

« La musique et le chant de l'Église doivent correspondre à la fin générale de la liturgie, qui est d'honorer Dieu et d'édifier les fidèles ; et à cette fin spéciale qui est d'exciter par le moyen de la mélodie les fidèles à la dévotion, et les disposer à accueillir en eux-mêmes les fruits de la grâce qui sont propres aux saints Mystères solennellement célébrés. ...
La musique sacrée, par son étroite union avec la liturgie et avec le texte liturgique, doit posséder au plus haut degré ces vertus : sainteté, vérité de l'art et universalité.
- L'Église a toujours condamné ce qui dans la musique est léger, vulgaire, trivial, ridicule, tout ce qui est profane et théâtral, soit dans la forme de la composition, soit dans la manière dont on l'exécute : sancta sancte.
- Elle a toujours fait valoir l'art vrai, par lequel elle a bien mérité de la civilisation, car c'est par la bienfaisante influence de l'Église que l'art musical s'est peu à peu développé et perfectionné à travers les siècles.
- Enfin, l'Église s'est constamment souciée de l'universalité prescrite par elle, selon ce principe traditionnel que la loi de croyance est une, et que doit être une aussi la forme de la prière et, autant que possible, la norme du chant.
Appuyée sur ces règles solides, l'Église a créé la double forme de son chant : la grégorienne, qui a duré environ un millénaire, et la classique polyphone romaine, dont Palestrina fut l'initiateur au XVIe siècle. ... »

— Cardinal Giusseppe Melchiorre Sarto, Lettre pastorale sur le chant de l'Église, le 1er mai 1895
Ces trois vertus, sainteté, vérité de l'art et universalité, se retrouvent en tant que disciplines principales du motu proprio en 1903, en justifiant la centralisation de la liturgie de l'Église.

## Introduction

### Objectif
Le motu proprio précise, à la fin de l'introduction, son objectif. Il s'agit d'une instruction pontificale : 

« Dans ce but, afin que nul ne puisse prétexter dorénavant l'ignorance de son devoir, pour écarter toute équivoque dans l'interprétation de certaines décisions antérieures, Nous avons jugé à propos d'indiquer brièvement les principes qui règlent la musique sacrée dans les fonctions du culte et de réunir en un tableau général les principales prescriptions de l'Église contre les abus les plus répandus en cette matière. C'est pourquoi, de Notre propre mouvement et en toute connaissance de cause, Nous publions Notre présente instruction ; elle sera le code juridique de la musique sacrée ; et en vertu de la plénitude de Notre autorité apostolique, Nous voulons qu'il lui soit donné force de loi et Nous en imposons à tous, par le présent acte, la plus scrupuleuse observation. »

Dans son œuvre Pie X et Rome, Camille Bellaigue bénéficiant fréquemment de ses audiences avec saint Pie X précisait que le pape appelait lui-même « le code juridique de la musique sacrée » mais également qu'il lui dit : « je veux que mon peuple prie sur de la beauté ».

### Participation des fidèles
Le texte fait pour la première fois mention de la participation active des fidèles vers la fin de l'introduction. Dans la version italienne (originelle), il est fait mention de "partecipazione attiva", mais la version latine (à vocation universelle) utilise simplement le mot de "participatio" (sans la mention "actuosa" utilisée plus tard dans les textes de Vatican II, ni la mention "activa"). La traduction du passage par Dom Hervé Courau est la suivante :

« Notre plus vif désir étant, en effet, que le véritable esprit chrétien refleurisse de toute façon et se maintienne chez tous les fidèles, il est nécessaire de pourvoir avant tout à la sainteté et à la dignité du temple où les fidèles se réunissent précisément pour puiser cet esprit à sa source première et indispensable : la participation active aux mystères sacro-saints et à la prière publique et solennelle de l’Église. (Essendo, infatti, Nostro vivissimo desiderio che il vero spirito cristiano rifiorisca per ogni modo e si mantenga nei fedeli tutti, è necessario provvedere prima di ogni altra cosa alla santità e dignità del tempio, dove appunto i fedeli si radunano per attingere tale spirito dalla sua prima ed indispensabile fonte, che è la partecipazione attiva ai sacrosanti misteri e alla preghiera pubblica e solenne della Chiesa.) »

## Articles
Texte intégral : [lire en ligne]
I. Principes généraux

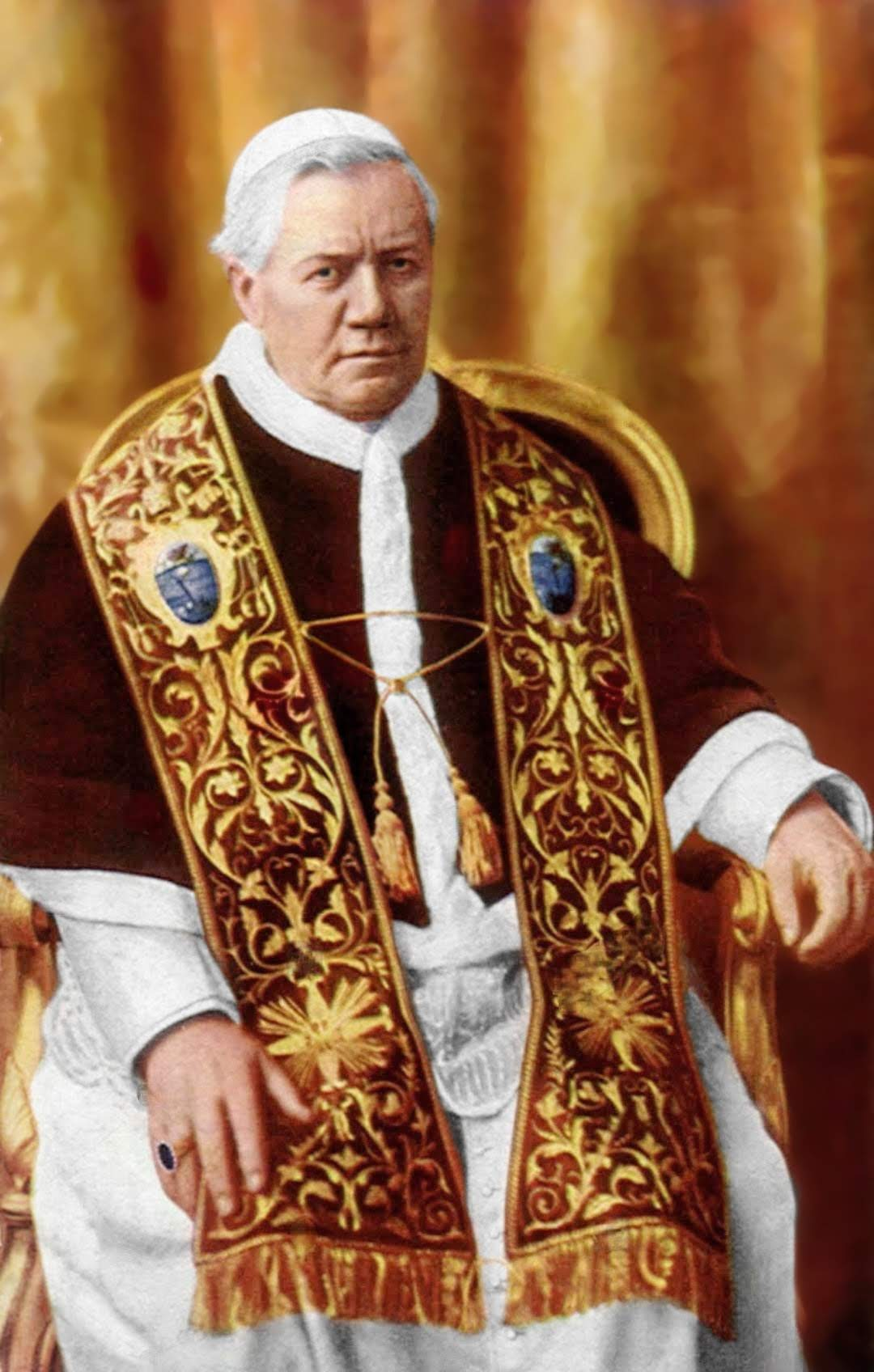
Saint Pie X.

1. En tant qu'objectif de la musique sacrée, ceux qui concernent sont la gloire de Dieu, la sanctification et l'édification des fidèles. Pour la meilleure compréhension du texte, la musique vêt proprement celui-ci. De sorte que les fidèles peuvent accéder plus facilement à la dignité des cérémonies ecclésiastiques.
2. « La musique sacrée doit posséder au plus haut point les qualités propres à la liturgie : la sainteté ... l'universalité. ... Elle doit être un art véritable. »
— En résumé, une véritable musique sainte, universelle ainsi qu'artistique.
II. Genres de musique sacrée
3. Parmi les musiques sacrées, le chant grégorien est « chant propre de l'Église romaine », exclusivement réservé aux certaines parties de la liturgie ecclésiastique. Pareillement, il s'agit du modèle le plus parfait de la musique sacrée. En conséquence, il faut désormais que l'antique chant grégorien traditionnel soit largement rétabli dans les fonctions du culte, sans aucun accompagnement d'autres musiques liturgiques.
4. En raison d'un degré éminent, la polyphonie classique aussi s'emploie à nouveau dans les fonctions les plus solennelles de l'Église, notamment au sein de la Chapelle pontificale, dans les basiliques et églises cathédrales, auprès de séminaires ainsi que d'instituts pontificaux, lors des cérémonies ecclésiastiques distinguées.
5. Reconnaissant le progrès des arts, l'Église autorise également l'usage de la musique plus moderne lors de la célébration, à condition qu'il ne s'agisse pas de morceaux profanes, par exemple des motifs usités au théâtre.
6. En effet, la musique théâtrale, qui était une vogue au XIXe siècle, est considérée comme une opposition complète avec le chant grégorien ainsi la polyphonie classique, selon sa nature.
— En résumé, le chant grégorien, la polyphonie et le chant contemporaine hormis la musique théâtrale.
III. Texte liturgique
7. « La langue propre de l'Église romaine est la langue latine. » Pendant les fonctions solennelles de la liturgie y compris la messe et l'office, la célébration en langue vulgaire est donc interdite.
8. Aucune modification des textes n'est autorisée, lors de l'exécution des chants liturgiques de l'Église, ni ordre des textes.
exception (facultative) : un motet à la suite du Benedictus ainsi qu'un court motet après le chant de l'offertoire
9. Il faut que le texte soit chanté tel qu'il est dans les livres, de sorte que les fidèles l'écoutent intelligiblement.
— En résumé, toujours en latin, sans modification.
IV. Forme extérieure des compositions sacrées
10. Il faut que chaque élément musical des chants telle la messe se conserve selon le modèle, à savoir chant grégorien.
11. Règles particulières
a. Il faut que la messe soit composée sous forme d'unités. Ainsi, il ne faut pas composer seulement le Kyrie.
b. Pour l'office des vêpres, les règles du cérémonial des évêques doivent être respectées. L'alternance entre le chant grégorien et le faux-bourdon sera autorisée.
c. Les hymnes doivent être composées d'après la forme traditionnelle, et non celle de variations parmi les strophes.
d. Les antiennes des vêpres doivent être en grégorien. Dans quelques cas particulier, il faut ne les chanter qu'en faux-bourdon.
— En résumé, essentiellement selon la forme grégorienne et non ampleur ni développement.
V. Chantres
12. Le célébrant à l'autel et les ministres doivent chanter toujours et exclusivement en grégorien, sans aucun accompagnement d'orgue. Tous les autres chants liturgiques sont principalement chantés par le chœur ecclésiastique, si l'exécution tout en solo est possible.
13. Pour la voix aiguë, il faut des enfants de chœur au lieu des femmes, suivant le très antique usage de l'Église.
14. Il faut que les chantres revêtent l'habit ecclésiastique durant leur fonction liturgique.
— En résumé, toujours manière ecclésiastique.
VI. Orgues et instruments
15. « Quoique la musique propre à l'Église soit la musique purement vocale », l'usage de quelques instruments est admis, en tant que cas particuliers. Il faut cependant une autorisation spéciale selon le cérémonial des évêques ainsi qu'assez de précautions convenables.
16. Ni orgue ni instrument ne peuvent dominer la célébration, à la place du chant qui doit être toujours premier.
17. Le long morceau instrumental n'est pas admis.
18. L'orgue doit accompagner proprement le chant, en conservant le cachet propre ainsi qu'en participant à toutes les qualités de la vraie musique sacrée.
19. L'usage du piano est interdit. D'autres instruments bruyants ou légers non plus (le tambour, la grosse caisse, les cymbales, les clochettes).
20. Tous les instruments à vent sont interdits, à moins que l'exécution soit effectuée en imitant la façon de l'orgue.
21. La fanfare est exceptionnellement autorisée lors des processions en dehors de l'église. Pourtant, les cantiques religieux en latin ou en langue vulgaire sont préférés.
— En résumé, essentiellement accompagnement du chant, avec de nombreuses limitations.
VII. Durée de la musique liturgique
22. Quel que soit le chant, quelle que soit la musique, il ne faut pas que le célébrant à l'autel n'attende la fin de l'exécution. Il faut respecter la durée traditionnelle du chant grégorien.
23. La tendance actuelle qui place la liturgie en secondaire en faveur de la musique doit être condamnée. Cette dernière n'est autre que son humble servante.
— En résumé, la liturgie est toujours principale ; la musique secondaire.
VIII. Moyens principaux
24. L'évêque est le responsable de l'exécution parfaite. Une commission spéciale pourra contribuer également à assurer et à conserver la qualité de l'exécution avec sa surveillance.
25. Les religieux tels les membres des séminaires sont chargés d'étudier le chant grégorien. De même, pour la meilleure exécution de la polyphonie, la création de la schola cantorum sera soutenue.
26. Lors de la formation des religieux, il faut que soient toujours respectées les principes et lois de la musique sacrée.
27. Il faut rétablir, au moins dans les églises principales, la tradition des scholæ cantorum.
28. Il est vraiment important que soient favorisées ou créées les écoles supérieures de la musique sacrée. De même, tous ceux qui concernent doivent suivre de vrais principes de l'art sacré.
— En résumé, rétablissement de scholæ cantorum ainsi que promotion des enseignements supérieurs de la musique liturgique.
IX. Conclusions

« Enfin, l'on recommande aux maîtres de chapelle, aux chantres, aux membres du clergé, aux supérieurs des Séminaires, des instituts ecclésiastiques et des communautés religieuses, aux curés et recteurs des églises, aux chanoines des collégiales et des cathédrales, et surtout aux Ordinaires diocésains, de favoriser avec un grand zèle ces sages réformes depuis longtemps désirées et que tous, d'un commun accord, demandaient, afin de ne pas exposer au mépris l'autorité même de l'Église qui, à plusieurs reprises, les a établies et les impose de nouveau aujourd'hui.
Donné de Notre palais apostolique du Vatican, le jour de la vierge et martyre Sainte Cécile, 22 novembre 1903, année première de Notre Pontificat. »

## Postérité
Il s'agissait du premier pas du pape Pie X, afin de réformer la liturgie de l'Église catholique. Dans le contexte historique, ce motu proprio possède une importance considérable, car Pie X commença en qualité de pape, pour la première fois dans l'histoire de l'Église romaine, une véritable centralisation de la liturgie catholique, maintenue jusqu'à ce que le concile Vatican II arrive. Même le cérémonial de Clément VIII, publié en 1600 après le concile de Trente, laissait la liberté de coutumes régionales :

« Les livres de chant qui sortent du concile de Trente ne sont pas imposés à l'Église universelle, ils ne l'ont pas été. Le graduel qui est paru en 1612, le plus ancien, n'a jamais été imposé à l'Église universelle. La preuve : à Paris, le chanoine Lebeuf a fait un graduel et un antiphonaire (évidemment, vieux gallican), et dans plusieurs diocèses de France (on me l'a demandé récemment sur Orléans), on sait qui a fait l'antiphonaire, après le concile de Trente. C'est ça, les usages néo-gallicans. »

— Dom Daniel Saulnier, Session de chant grégorien III, septembre 2004, p. 70
Enfin, l'Église ne connaît que deux fois la centralisation de la liturgie : celle de Charlemagne avec l' Admonitio generalis (789) puis celle de Pie X l'Inter pastoralis, surtout grâce à la création du chant grégorien et de sa restauration. Une coïncidence historique.

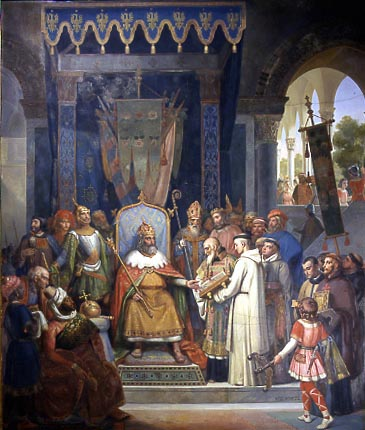
Charlemagne et Alcuin, promoteurs de la Renaissance carolingienne (œuvre de Jean-Victor Schnetz).

Le pape réalisa cette centralisation, avec la publication de l'Édition Vaticane en grégorien, graduel en 1908 ainsi qu'antiphonaire en 1912. Il s'agissait de véritables éditions universelles. En conséquence, de mauvais textes furent remplacés par le latin de bonne qualité, issu de la Renaissance carolingienne. Si les auteurs de textes du chant grégorien demeurent principalement inconnus, sa qualité n'est pas mauvaise. Au contraire, les textes profitaient de ce mouvement culturel carolingien. Ainsi, durant presque 20 ans, Alcuin, le meilleur savant de Charlemagne, ne cessa de corriger les textes octroyés par le Saint-Siège pour l'usage des Francs. Leur connaissance du latin était en réalité supérieure à celle des copistes romains commettant de nombreuses méprises.

## Texte intégral

### Document imprimé
- Hervé Courau (abbaye Notre-Dame de Triors), Chant Grégorien et participation active, p. 35 - 47, Éditions Pierre Téqui, Paris 2004  (ISBN 978-2-7403-1136-3)

### Lire en ligne
- Inter plurimas pastoralis officii sollicitudines (1903) (en latin)
- Texte et traduction en français (La traduction de ce site et celle de Dom Courau sont identiques.)